# Адмиралитет Уједињеног Краљевства
Адмиралитет (енгл. Admiralty) је било надлештво Уједињеног Краљевства одговорно за команду Краљевском морнарицом. На челу њега се налазио лорд високи адмирал.
Дужност лорда високог адмирала је од 18. вијека обављало једно лице, али касније је дужност обављао колективни Одбор адмиралитета. Године 1964. функције Адмиралитета су биле пренесене у нови Адмиралитетски одбор, који је био један од три службе Савјета за одбрану Уједињеног Краљевства и дио Министарства одбране. Нови Адмиралитетски одбор се састаје два пута у години, а контрола над Ратном морнарицом је повјерена Морнаричком одбору.
Титула лорда високог адмирала Уједињеног Краљевства сада припада краљици. Али, постоји титула вицеадмирала и контраадмирала Уједињеног Краљевства, које су почасне дужности.

## Адмиралитетски одбор

#### Министри
- Државни секретар одбране
- Министар оружаних снага
- Министар наоружања и снабдијевања
- Стални секретар одбране

#### Други чланови Адмиралитетског одбора
- Први морски лорд и начелник војно-морског штаба
- Главнокомандујући флоте
- Други морски лорд и начелник штаба флоте престонице
- Представник флоте за снабдијевање (до 1945 — четврти морски лорд)
- Контролор флоте или трећи морски лорд
- Други стални секретар одбране
- Замјеник начелника војно-морског штаба